# كونستانتين سيون (سياسي)
كونستانتين سيون، المعروف أيضًا باسم كوستاندين أو كوثي سيون (18 سبتمبر 1795 - 27 فبراير 1862)، كان مخططًا سياسيًا ومختصًا بعلم الأنساب ومنظرًا. وُلد لأسرة متواضعة من النبلاء في مولدافيا، وعلى الرغم من أن إخوته استطاعوا التقدم اجتماعيًا، إلا أنه شغل في الغالب مناصب دنيا في المقاطعات. أثرت التوترات التي عاناها سيون من وضعه الاجتماعي وحقده على اليونانيين الأكثر نجاحًا على أعماله الأدبية وأنشطته كمزوّر للوثائق، بالتعاون مع شقيقه الأصغر كوستاش. منذ بداية مسيرته، زور أدلة تشير إلى أن عائلته يرجع نسبها إلى خان غرايس من خانية القرم. شهد كونستانتين صعودًا عرَضيًا في الوضع الاجتماعي خلال حرب الاستقلال اليونانية، حينما دعم الإمبراطورية العثمانية وجُلِّل ولاؤه بلقب «باهارنيك»؛ ومع ذلك، عاد بسرعة للعمل كنسّاخ ثانوي لخزينة مولدافيا، وفي هذه الوظيفة بدأ يجمع الملاحظات لمخطوطته بخصوص علم الأنساب «نبلاء مولدوفيا». هذا الكتاب، الذي انتهى منه في الخمسينيات من القرن التاسع عشر ولم ينشر في عمر مؤلفه، يجمع بين السجل التاريخي والجدل السياسي، مما جعل موثوقيته موضع نقاش بين المؤرخين لاحقًا.
بعد غزو روسيا لعام 1828، انخرطت عائلة سيون في المقاومة السلمية ضد الإمبراطورية الروسية، وشعروا عمومًا بالاستياء من الترتيب الدستوري المعروف باسم «ريجولامنتول أورغانيك»، رغم عمل كونستانتين لفترة في فوكشاني، بمنصب عمدة ورئيس نقابة (ستاروستي). أثارت العائلة استياءً، وأدرجت في النهاية في القائمة السوداء من قبل الأمير المعين من قبل الروس، ميهايل ستوردزا، الذي انتقد حكمه بشدة في «أرهوندولوجيا». في هذا السياق، بدأ كونستانتين وكوستاش سيون، جنبًا إلى جنب مع العالم جيورج ساوليسكو، في تداول وثائق مزورة تبدو وكأنها أوامر رسمية، وتمكنوا من إقناع الجمهور بأنهم ينحدرون من النبلاء القدماء. رغم اشتراك الأخوة في بعض أهداف ثورة مولدافيا لعام 1848، إلا أنهم لم يشتركوا في الأحداث واكتفوا بالإبقاء على المحافظة، معتدين على ستوردزا وخصومه. حافظوا على هذا الموقف خلال فترة حكم غريغوري ألكساندرو غيكا في الخمسينيات من القرن التاسع عشر، حيث شعروا بالاستياء من توجهاته نحو القومية الرومانية، التي شملت اقتراحات للاتحاد مع ولاية والاشيا. رغم تردده، تابع كونستانتين شقيقه في دعم غريغوري ستوردزا كمرشح لعرش مولدافيا.
يُنسب لأخوة سيون، إلى جانب ساوليسكو، كتابة أو تأليف وثيقة سردية قديمة مفترضة، وهي «سجل هورو» (1856). أثارت هذه الوثيقة إعجاب مفكري تلك الفترة، بدءًا من الذين كانوا يشعرون بالاستياء من المشروع الاتحادي مثل غيورغي أساكي. كانت وثيقة سيون المزيفة ملائمة لهم لتقديم سرد حول الحياة في العصور المظلمة الرومانية غير الموثقة تمامًا، وأيضًا لإشارة إلى أصول النبلاء المولدافيين المزعومة في الإمبراطورية الرومانية. بالإضافة إلى ذلك، قدم العمل مبررًا لاستعادة مولدافيا الكبرى وفصلها عن والاشيا. بانت شبهة «سجل هورو» على الفور، إذ عينت لجنة من قبل الأمير غيكا للتحقيق فيه، لكنها لم تستطع إصدار حكم بسبب وجود كل من أساكي وساوليسكو ضمن أعضائها. نجا كونستانتين سيون من تشكيل الأمصار المتحدة، وهو ما عارضه، وتوفي قبل أن تتم معالجة جدل هورو بطريقة تصب لصالحه. بعد فشل محاولاته في الحصول على المزيد من ممتلكات والده، قضى بعض أوقات سنواته الأخيرة في محاولة إنشاء قرية خاصة به، «سيونيشتي» على الحواف الشمالية لبونغيشتي.

## سيرته

### نشأته
رغم إشارة بعض الأعمال المرجعية إلى أن كونستانتين سيون ولد في عام 1796، إلا أنه ذكر بنفسه أن تاريخ ميلاده هو 7 سبتمبر (حسب التاريخ الجديد: 18 سبتمبر) 1795، وذكر أيضًا أنه أصيل من إياشي، عاصمة مولدافيا الأميرية. كان هو الثالث من بين ستة أبناء للمسؤول الملكي (باشكوش) يورداشي سيون وزوجته كاترينا، (نسبها قبل الزواج: دانو). كان الأبناء الأصغر هم أنتوهي وأيونيتا سيون، بينما كان كوستاش ونيكولاي وتوادر أصغر سنًا. رغم كونهم أخوة، إلا أن لكونستانتين وكوستاش أشكالًا طفيفة مختلفة من نفس الاسم المسيحي. كان يعرف كونستانتين باسم «كوثي» لدى كوستاش والآخرين من أفراد العائلة، وهو لقب شائع مستمد من اللغة اليونانية. رغم تعرفه على العادات اليونانية وحضوره في البلاط الأميري، كان والد كونستانتين، يورداشي، نسلًا من أصحاب الأراضي (رازيش). أوضح ذلك المؤرخ الأدبي شيربان تشيوكوليسكو، الذي أشار إلى أن «ثلاثة أشجار عائلة» تؤكد باستقلالية جذور العائلة الريفية للأخوة سيون في مقاطعة توتوفا. أشار إلى أن اسمهم مستمد من سيون كوشاشكو العائد إلى القرن السابع عشر، وهو مرتبط بقرية كوششتي.
أشار نفس المؤلف إلى أن وثيقة من عام 1558، نُشِرت لأول مرة في عام 1951، قد تثبت نسب العائلة إلى كريستيا، الباهارني الثاني ستيفان الكبير، وبالتالي «عراقة» العائلة. يؤيده ذلك أيضًا المؤرخ لوسيان فاليريو ليفتير: «لدى أخوة سيون أجداد من عهد ستيفان الكبير، ولكن في زمنهم، لم يستطيعوا تبرير ذلك كاملًا نظرًا لنقص الوثائق التي تثبت الأمر». عن طريق كاترينا سيون ووالدتها ماريا، كان أفراد العائلة سيون أحفاد النبلاء تاوتو. ربما نشأت هذه العائلة في المجر الأنجوفي، واعتُبروا نسل السلاف الغربيين (أو أكثر بدقة السلوفاك). من بين الأجداد المحتملين يوهان تاوتو، الذي كان يشغل منصب لوغوثيت لستيفان الكبير. رغم عدم رضاه عن أصله البسيط على ما يبدو، وعدم وجود أية سجلات تثبت أن لهم نسبًا أكثر قدمًا، ابتكر كونستانتين نسبًا مرموقًا ينحدر من خان غيراي من خانية القرم. في هذه القصة المركبة، قام كونستانتين بإخلال تاريخي واختلاق شخصية زعيم تتاري من القرن الخامس عشر، ديمير خان، الذي انضم إلى القوات العسكرية لستيفان في مولدافيا واعتنق المسيحية الأرثوذكسية. ادعت العائلة أيضًا أن الأم الكبيرة، التي هي كنتهم، دوميترا، هي الابنة الحقيقية لرجل البلاط بيتري كلاناو. في رواياته الأخرى، أدلى المؤرخ بادعاءات كاذبة حول جدّه من أبيه ابتداءً من تشجيعه على التمرد (الخيالي) في عام 1742، إلى قيادته 84 رجلًا لهزيمة فرع من قراصنة بودياك (هوردا) البالغ عددهم 2000 رجلًا في عام 1757، وإفادة مضللة بأن يورداشي كان رهينة حرب.
ولد كونستانتين في فترة عندما كانت مولدافيا ووالاشيا، كأقاليم يسكنها الروانيون وتتبع للإمبراطورية العثمانية، تدخلان المراحل النهائية من حكم الطبقة الحاكمة اليونانية، وهم الفاناريوت. كانت زوجة الفاناريوت الحاكم ميخائيل دراكوس سوتزوس، قد تعلّقت بأيونيتا سيون ونجحت في جعله باهارنيك. تكرّر هذا الصعود لشقيقه أنتوهي تحت حكم آخر فاناريوت، سكارلات كاليماكي، الذي جعله سباثاريوس ومشرّعًا، كما شجعه على جهوده الأدبية. تزامنت تعييناته مع حرب روسيا العثمانية بين عامي 1806 و18012، والتي جرى جزء منها على أراضي مولدافيا وأدت إلى ضم بيسارابيا (نصف شرق مولدافيا) إلى روسيا. وصف أنتوهي هذا الأمر بأنه انتهاك لا يمكن تحمله لأراضي مولدافيا، كما شرح ذلك في مذكرة قدمها إلى مؤتمر فيينا. قضى كونستانتين سنواته الأولى في إياشي. في إحدى أجزاء «أرهوندولوجيا»، يذكر بنفسه أنه نشأ في نفس المحلة التي نشأ فيها شريكه ميخائيل ستوردزا.